# Isaac Parker (Politiker)

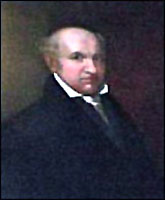
Isaac Parker

Isaac Parker (* 17. Juni 1768 in Boston, Province of Massachusetts Bay; † 25. Juli 1830 ebenda) war ein US-amerikanischer Jurist und Politiker. Zwischen 1797 und 1799 vertrat er den Bundesstaat Massachusetts im US-Repräsentantenhaus.

## Werdegang
Isaac Parker besuchte die öffentlichen Schulen seiner Heimat und studierte bis 1786 an der Harvard University. Nach einem anschließenden Jurastudium und seiner Zulassung als Rechtsanwalt begann er in Castine im heutigen Bundesstaat Maine in diesem Beruf zu arbeiten. In seiner neuen Heimat bekleidete Parker verschiedene lokale Ämter. Später zog er nach Portland, wo er ebenfalls als Anwalt praktizierte. Politisch wurde er Mitglied der Ende der 1790er Jahre von Alexander Hamilton gegründeten Föderalistischen Partei. Bei den Kongresswahlen des Jahres 1796 wurde Parker im zwölften Wahlbezirk von Massachusetts in das US-Repräsentantenhaus gewählt, wo er am 4. März 1797 die Nachfolge von Henry Dearborn antrat. Bis zum 3. März 1799 konnte er eine Legislaturperiode im Kongress absolvieren.
Zwischen 1799 und 1803 war Parker US Marshal für den damaligen Bezirk Maine des Staates Massachusetts. Danach zog er nach Boston, wo er im Jahr 1806 Richter am Massachusetts Supreme Judicial Court wurde. 1811 wurde er in die American Academy of Arts and Sciences gewählt. Seit 1814 amtierte er als Vorsitzender dieses Gerichtshofes. Diesen Posten bekleidete er bis zu seinem Tod. Von 1815 bis 1827 hielt er auch juristische Vorlesungen an der Harvard University. Im Jahr 1820 war Parker Präsident der Versammlung zur Neufassung der Verfassung von Massachusetts nach der Abspaltung des Maine-Bezirks. Er war auch elf Jahre lang Kurator des Bowdoin College und saß 20 Jahre im Aufsichtsrat der Harvard University. Isaac Parker starb am 25. Juli 1830 in Boston.